# Laszkallner Antal
Laszkallner Antal (Veszprém, 1774. május 9. – Veszprém, 1854. április 30.) veszprémi kanonok.

## Élete
Gimnáziumi tanulmányait Veszprémben, a fililógiát és a teológiát Pozsonyban végezte. 1797. szeptember 8-án pappá szenteltetett és szülővárosában káplánkodott; onnét 1801. április 30-án plébánosnak ment Nagyvázsonyba, 1800-ban Sümegre, hol 1809-ben esperes lett. 1819. július 17-én tiszteletbeli kanonokká, 1819. május 5-től 1831. szeptember 2-ig a veszprémi növendékpapság lelki igazgatójává, 1831-ben apáttá, 1832. február 10-én valóságos kanonokká, 1834-ben somogyi főesperessé, 1843. május 16-án székesegyházi főesperessé és hántai préposttá, 1850-ben nagypréposttá neveztetett ki. 1838-tól püspökhelyettes is volt 1852-ig, midőn ezen hivataláról lemondott. 1818-ban az ő kezdeményezésére épült fel a temetőkápolna Sümegen. Veszprémben a céhek által tette kötelezővé a katolikus inasoknak, hogy minden vasárnap délután hitoktatásra járjanak. Paptársai közül többeket saját költségén neveltetett; a hazai irodalomnak nagy pártolója volt és több magyar könyv neki köszönheti megjelenését. 1842-ban igazgatója volt a Dávid-árvaháznak, mely 7115 Ft-ot kapott Laszkallner hagyatékából.
Cikkei a Horváth János által szerkesztett Egyházi Értekezések és Tudósításokban (Veszprém 1820-24) és az Egyházi Folyóirásban (Pest, 1832-34.)

## Munkái
- Regulae politico-morales vitae socialis recte instituendae. Budae, 1824. (Latinul és magyarul.)
- A társaságos életet jól elintézni tanitó politika-erkölcsi rendszabások. Pest, 1824. (Latinul és magyarul.)
- Értekezés a könyvolvasásról. Uo. 1832. (Az Egyházi Folyóirásból. Bővített második kiadása: Veszprém, 1848)
- Az Istenhez ájtatosan emelkedő szívnek ömledezései, az az: egy igaz hitű kereszténynek külömbféle istenes elmélkedései és imádságai. Veszprém, 1841.
- Istenhez vezető gyermekkalauz. Imakönyv a haza mindkét nembeli ifjuságának számára. Pest, 1843.
- Erényképző olvasókönyv az ifjuság számára. Uo. 1844.
- A nyilvános első és másodrendű oktatásnak igaz elvei. C. van Bommel után, Veszprém, 1847.
- P. Ventura halotti beszéde O'Connel fölött. Uo. ... (Ford.)
- Az 50-ik zsoltár magyarázata. Veszprém, ...
- A legfölségesebb oltári Szentségnek imádása. Uo. 1851. (Munkáit mind névtelenül írta, saját költségén adta ki s a nép közt szétosztotta.)

Magyar kéziratai az ezer ívet jóval meghaladják, melyeket két unokaöcscse Kr. A. és Sz. Fl. örököltek. Egy kézirati gyűjteménye van a m. n. múzeumban is: Némely ritkább magyar szavak helyes kiejtésük és közmondások gyűjteménye. Veszprém 1819-1845.